# 구룡산 (상당/서원)
구룡산(九龍山)은 대한민국 충청북도 청주시에 있는 산이다. 대청댐 옆 벼랑에 자리잡고 있는 현암사의 뒷산이다. 현도산으로도 불리며, 상당구과 서원구의 경계를 이룬다. 능선이 대청호반을 따라 이어져 있어 정상에서의 대청호 조망이 빼어난 산이다.